# Tymoteusz Stalkowski
Tymoteusz Stalkowski (ur. 23 stycznia 1898 w Szamowie, zm. w kwietniu 1940 w Kalininie) – polski funkcjonariusz policji, ofiara zbrodni katyńskiej.

## Życiorys
Syn Jana i Stanisławy ze Starczyńskich. Ukończył szkołę powszechną w Kutnie. Od 18 listopada 1918 pełnił służbę jako goniec w Komendzie Powiatowej w Kutnie. W Wojsku Polskim od 15 września 1920 do 29 marca 1922 roku. Został ponownie przyjęty do Policji 29 marca 1922 jako posterunkowy na posterunku w Gostyninie. Awansowany na stopień starszego posterunkowego 19 stycznia 1935. Od 13 października 1936 do września 1939 pełnił funkcję zastępcy komendanta posterunku w Gostyninie. We wrześniu 1939 ewakuowany na tereny wschodnie II RP, gdzie po 17 września dostał się niewoli radzieckiej. Więzień obozu NKWD w Ostaszkowie. Figuruje na liście do wywózki z dnia 14 kwietnia 1940 roku, nr 0/30/1, poz. 91, teczka nr 1681. Zamordowany w piwnicach więzienia Obwodowego Zarządu NKWD w Kalininie (obecnie Twer) przy ul. Sowietskiej. Spoczywa na Polskim Cmentarzu Wojennym w Miednoje. Pośmiertnie podniesiony do stopnia aspiranta Policji Państwowej. Miał żonę Genowefę z Koralewskich oraz dwóch synów: Zdzisława i Jana. Odznaczony Medalem Pamiątkowym za Wojnę 1918-1921, Medalem Dziesięciolecia Odzyskanej Niepodległości .